# 몐양시
몐양(면양, 중국어 간체자: 绵阳, 정체자: 綿陽, 한어 병음: Miányáng, 웨이드-자일스: Mien-yang)은 쓰촨성에서 청두에 이어 두 번째로 큰 도시이다. 몐양은 아름다운 풍경과 오랜 역사, 깊은 문화적 뿌리로 유명하다.

## 역사
몐양은 역사에서 부성, 파서, 면주 등으로 불렸고 진나라와 한나라 때에는 농업이 발달했다. 한 고조가 BC201년에 이 지역에 첫 번째 현을 설치한 이래 2200년이 넘는 역사를 가지고 있다. 지리적으로 유리한 위치 덕택에 항상 중요한 군사 중심지였고 청두를 위한 자연적인 방어지가 되었다.
도시는 2008년 쓰촨성 대지진 때 약간의 피해만 입었다. 그러나 몐양 시에 속한 베이촨은 아주 심각한 피해를 입었다. 베이촨 고등학교의 주요 두 개 건물이 붕괴되어 1000명이 넘는 학생들이 목숨을 잃었다. 베이촨 정부의 건물을 포함한 현 건물의 80%가 붕괴되었다. 몐양의 지진으로 인한 사상자 수는 2008년 7월까지 21963명이 사망하고 167742명이 부상당했으며 8744명이 실종된 것으로 집계되었다.

## 지리 및 기후
동쪽은 난충시, 서쪽은 더양시, 남쪽은 쑤이닝시, 북쪽은 광위안시·아바 티베트족 창족 자치주·간쑤성 룽난시와 인접한다.
쓰촨 분지의 서북부에 해당하지만, 북동쪽에서 남서쪽으로 뻗은 룽먼 산맥(주딩산)을 경계로, 시역의 북부와 서부는 민산 산맥 등의 험하고 높은 산들로 이루어져 있다. 산지가 61%를 차지하고 구릉과 산지가 각각 20.4%와 18.6%를 차지한다. 가경지 면적은 쓰촨 성에서도 4위이며, 논이 많아, 3기작이 가능하다.
몐양은 온대 하우 기후로 연평균 기온은 17 °C이고 연평균 강수량은 837.7mm이다. 여름에 최고기온은 39 °C까지 올라가고 겨울에 최저기온은 -5 °C까지 떨어진다.
| 몐양시의 기후                                                 | 몐양시의 기후 | 몐양시의 기후 | 몐양시의 기후 | 몐양시의 기후 | 몐양시의 기후 | 몐양시의 기후 | 몐양시의 기후 | 몐양시의 기후 | 몐양시의 기후 | 몐양시의 기후 | 몐양시의 기후 | 몐양시의 기후 | 몐양시의 기후 |
| 월                                                            | 1월           | 2월           | 3월           | 4월           | 5월           | 6월           | 7월           | 8월           | 9월           | 10월          | 11월          | 12월          | 연간          |
| ------------------------------------------------------------- | ------------- | ------------- | ------------- | ------------- | ------------- | ------------- | ------------- | ------------- | ------------- | ------------- | ------------- | ------------- | ------------- |
| 역대 최고 기온 °C (°F)                                        | 19.0 (66.2)   | 23.9 (75.0)   | 32.1 (89.8)   | 33.9 (93.0)   | 35.9 (96.6)   | 36.8 (98.2)   | 38.9 (102.0)  | 41.0 (105.8)  | 36.6 (97.9)   | 31.7 (89.1)   | 25.0 (77.0)   | 20.8 (69.4)   | 41.0 (105.8)  |
| 일평균 최고 기온 °C (°F)                                      | 9.6 (49.3)    | 12.5 (54.5)   | 17.4 (63.3)   | 23.3 (73.9)   | 27.1 (80.8)   | 29.3 (84.7)   | 30.9 (87.6)   | 30.7 (87.3)   | 26.1 (79.0)   | 21.1 (70.0)   | 16.2 (61.2)   | 10.8 (51.4)   | 21.2 (70.3)   |
| 일일 평균 기온 °C (°F)                                        | 6.0 (42.8)    | 8.6 (47.5)    | 12.9 (55.2)   | 18.2 (64.8)   | 22.1 (71.8)   | 24.7 (76.5)   | 26.5 (79.7)   | 26.1 (79.0)   | 22.1 (71.8)   | 17.5 (63.5)   | 12.6 (54.7)   | 7.4 (45.3)    | 17.1 (62.7)   |
| 일평균 최저 기온 °C (°F)                                      | 3.3 (37.9)    | 5.7 (42.3)    | 9.6 (49.3)    | 14.3 (57.7)   | 18.2 (64.8)   | 21.3 (70.3)   | 23.2 (73.8)   | 22.8 (73.0)   | 19.5 (67.1)   | 15.1 (59.2)   | 10.1 (50.2)   | 4.8 (40.6)    | 14.0 (57.2)   |
| 역대 최저 기온 °C (°F)                                        | −5.3 (22.5)   | −4.3 (24.3)   | −3.4 (25.9)   | 0.3 (32.5)    | 7.2 (45.0)    | 14.2 (57.6)   | 17.3 (63.1)   | 15.8 (60.4)   | 13.3 (55.9)   | 3.8 (38.8)    | −2.1 (28.2)   | −7.3 (18.9)   | −7.3 (18.9)   |
| 평균 강수량 mm (인치)                                         | 8.4 (0.33)    | 9.4 (0.37)    | 20.2 (0.80)   | 45.6 (1.80)   | 77.0 (3.03)   | 98.5 (3.88)   | 213.8 (8.42)  | 175.2 (6.90)  | 130.7 (5.15)  | 40.5 (1.59)   | 12.9 (0.51)   | 5.5 (0.22)    | 837.7 (33)    |
| 평균 강수일수 (≥ 0.1 mm)                                      | 5.7           | 6.1           | 8.8           | 10.9          | 12.6          | 13.5          | 14.3          | 13.1          | 14.5          | 12.5          | 5.7           | 4.2           | 121.9         |
| 평균 강설일수                                                 | 1.4           | 0.6           | 0.1           | 0             | 0             | 0             | 0             | 0             | 0             | 0             | 0.1           | 0.2           | 2.4           |
| 평균 상대 습도 (%)                                            | 74            | 71            | 68            | 67            | 65            | 72            | 77            | 76            | 79            | 78            | 77            | 75            | 73            |
| 평균 월간 일조시간                                            | 60.1          | 62.7          | 91.1          | 121.5         | 129.0         | 113.5         | 130.5         | 145.4         | 76.2          | 63.6          | 61.2          | 57.5          | 1,112.3       |
| 가능 일조율                                                   | 19            | 20            | 24            | 31            | 30            | 27            | 31            | 36            | 21            | 18            | 20            | 18            | 25            |
| 출처: 중국기상국 (평년값: 1991년~2020년, 극값: 1971년~2000년) |               |               |               |               |               |               |               |               |               |               |               |               |               |

## 교통

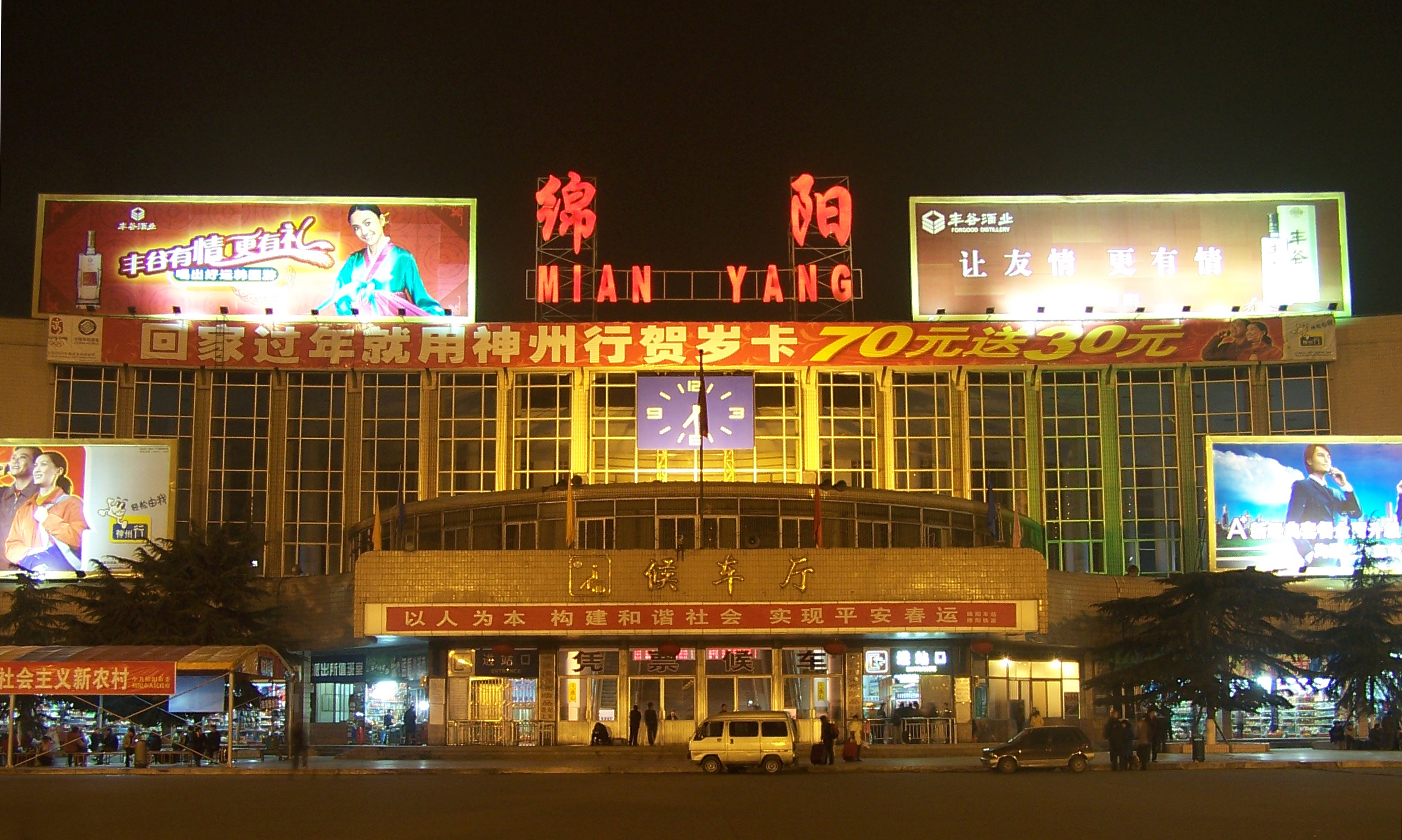
몐양 역의 야경

몐양은 고속도로와 철도에 의해 중국의 다른 도시들과 연결된다. 몐양 공항에는 베이징, 상하이, 광저우, 선전, 쿤밍으로 가는 직항 노선이 있다.

## 경제
몐양은 중국의 전자 산업 중심지 중 하나이다. 중국공정물리연구원, 중국공기동력연구발전센터와 같은 많은 유명한 연구기관들이 있다. 창훙 전자, 쓰촨 DND 제약, 주저우 전자, 솽마 시멘트, 창청 특수강 등 많은 대기업들이 몐양에 본사를 두고 있다. 몐양은 중요한 국방, 과학 연구, 생산의 기반으로 18개의 연구기관, 50개의 중간 규모 이상의 기업, 6개의 과학 대학이 있다.

## 행정 구역

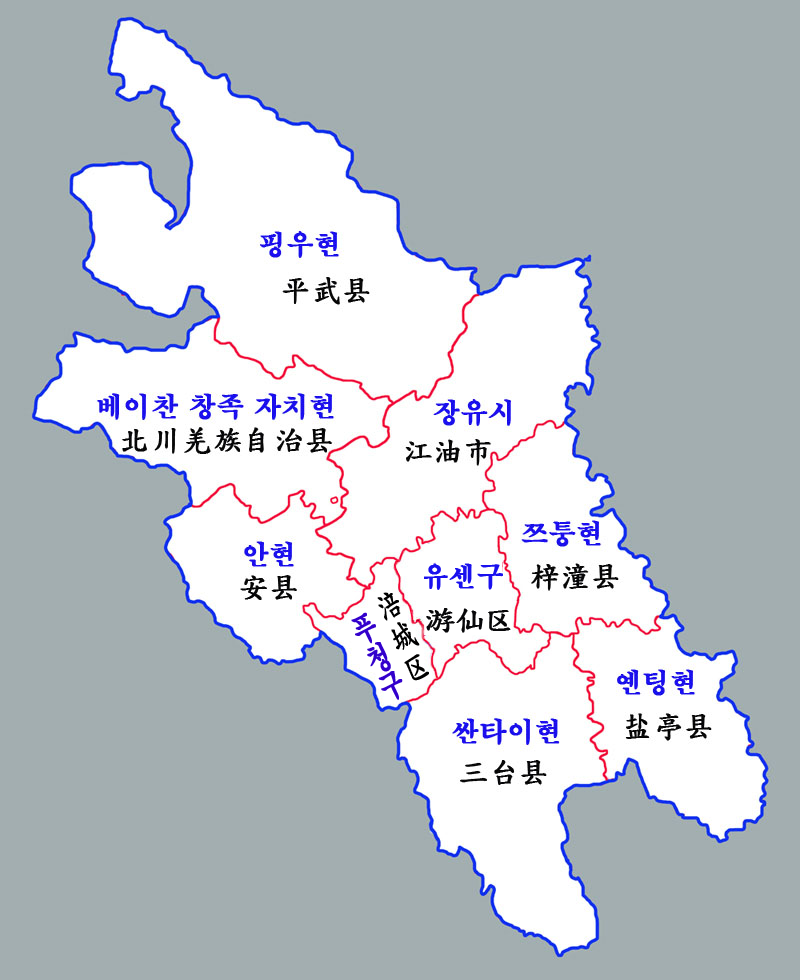
몐양시 현급 행정구역도

3개의 시할구, 1개의 현급시, 4개의 현, 1개의 자치현을 관할한다.
시할구
- 푸청구(涪城区)
- 유셴구(游仙区)
- 안저우구(安州区)

현급시
- 장유시(江油市)

현
- 싼타이현(三台县)
- 옌팅현(盐亭县)
- 쯔퉁현(梓潼县)
- 핑우현(平武县)

자치현
- 베이촨 창족 자치현(北川羌族自治县)

## 출신 인물
- 이백